# ماري بروسارد
ماري بروسارد (بالإنجليزية: Trina Broussard)‏ هي مغنية أمريكية، ولدت في 8 أكتوبر 1969.

## وصلات خارجية
- الموقع الرسمي
- ماري بروسارد على موقع ميوزك برينز (الإنجليزية)
- ماري بروسارد على موقع ديسكوغز (الإنجليزية)